# Lucky Daye
David Debrandon Brown (Nova Orleans, 25 de setembro de 1985), mais conhecido como Lucky Daye, é um cantor e compositor norte-americano.